# Ronde van de Drie Valleien 1940
De 22e editie van de wielerwedstrijd Ronde van de Drie Valleien werd gehouden op 1 september 1940, over een afstand van 209 kilometer van Varese naar Varese. De titelverdediger was de Italiaan Olimpio Bizzi. Dit jaar won de Italiaan Cino Cinelli de sprint van een groep van tien renners.

## Rituitslag
| Einduitslag |                    |         |          |
| Plaats      | Naam               | Ploeg   | Tijd     |
| 1           | Olimpio Bizzi      | Bianchi | 6u13'39" |
| 2           | Mario Ricci        | Legnano | z.t.     |
| 3           | Fausto Coppi       | Legnano | z.t.     |
| 4           | Salvatore Crippa   | Gerbi   | z.t.     |
| 5           | Mario De Benedetti | Legnano | z.t.     |
| 6           | Mario Vicini       | Bianchi | z.t.     |
| 7           | Severino Canavesi  | Gloria  | z.t.     |
| 8           | Aldo Ronconi       | Legnano | z.t.     |
| 9           | Michele Benente    | Gerbi   | z.t.     |
| 10          | Vasco Bergamaschi  | Bianchi | z.t.     |

1919 · 1920 · 1921 · 1922 · 1923 · 1924 · 1925 · 1926 · 1927 · 1928 · 1929 · 1930 · 1931 · 1932 · 1933 · 1934 · 1935 · 1936 · 1937 · 1938 · 1939 · 1940 · 1941 · 1942 · 1943 · 1944 · 1945 · 1946 · 1947 · 1948 · 1949 · 1950 · 1951 · 1952 · 1953 · 1954 · 1955 · 1956 · 1957 · 1958 · 1959 · 1960 · 1961 · 1962 · 1963  · 1964 · 1965 · 1966 · 1967 · 1968 · 1969 · 1970 · 1971 · 1972 · 1973 · 1974 · 1975 · 1976 · 1977 · 1978 · 1979 · 1980 · 1981 · 1982 · 1983 · 1984 · 1985 · 1986 · 1987 · 1988 · 1989 · 1990 · 1991 · 1992 · 1993 · 1994 · 1995 · 1996 · 1997 · 1998 · 1999 · 2000 · 2001 · 2002 · 2003 · 2004 · 2005 · 2006 · 2007 · 2008 · 2009 · 2010 · 2011 · 2012 · 2013 · 2014 · 2015 · 2016 · 2017 · 2018 · 2019 · 2020 · 2021 · 2022 · 2023 · 2024